# Dasybasis ponandouensis
Dasybasis ponandouensis är en tvåvingeart som beskrevs av Burger 1995. Dasybasis ponandouensis ingår i släktet Dasybasis och familjen bromsar.
Artens utbredningsområde är Nya Kaledonien. Inga underarter finns listade i Catalogue of Life.